# Henri Sculfort
Henri Sculfort né le 1er mai 1844 à Maubeuge (Nord) et mort le 25 avril 1914 à Paris 17e (Seine) est un homme politique français.

## Biographie
Licencié en droit et élève de l'École des chartes où il obtient le diplôme d'archiviste-paléographe en 1870, il se réoriente très rapidement vers la gestion des usines familiales. Il est adjoint au maire de Maubeuge en 1879, puis président de la chambre de commerce d'Avesnes, conseiller général du Canton de Maubeuge-Nord puis président du conseil général du Nord. Il est sénateur du Nord, inscrit au groupe de la Gauche démocratique, de 1908 à 1914, où il est très actif au sein de la commission du commerce.

## Distinctions
- Officier de la Légion d'honneur par décret du 26 août 1898[2].

## Sources
- « Henri Sculfort », dans le Dictionnaire des parlementaires français (1889-1940), sous la direction de Jean Jolly, PUF, 1960 [détail de l’édition]